# Ayse Asar

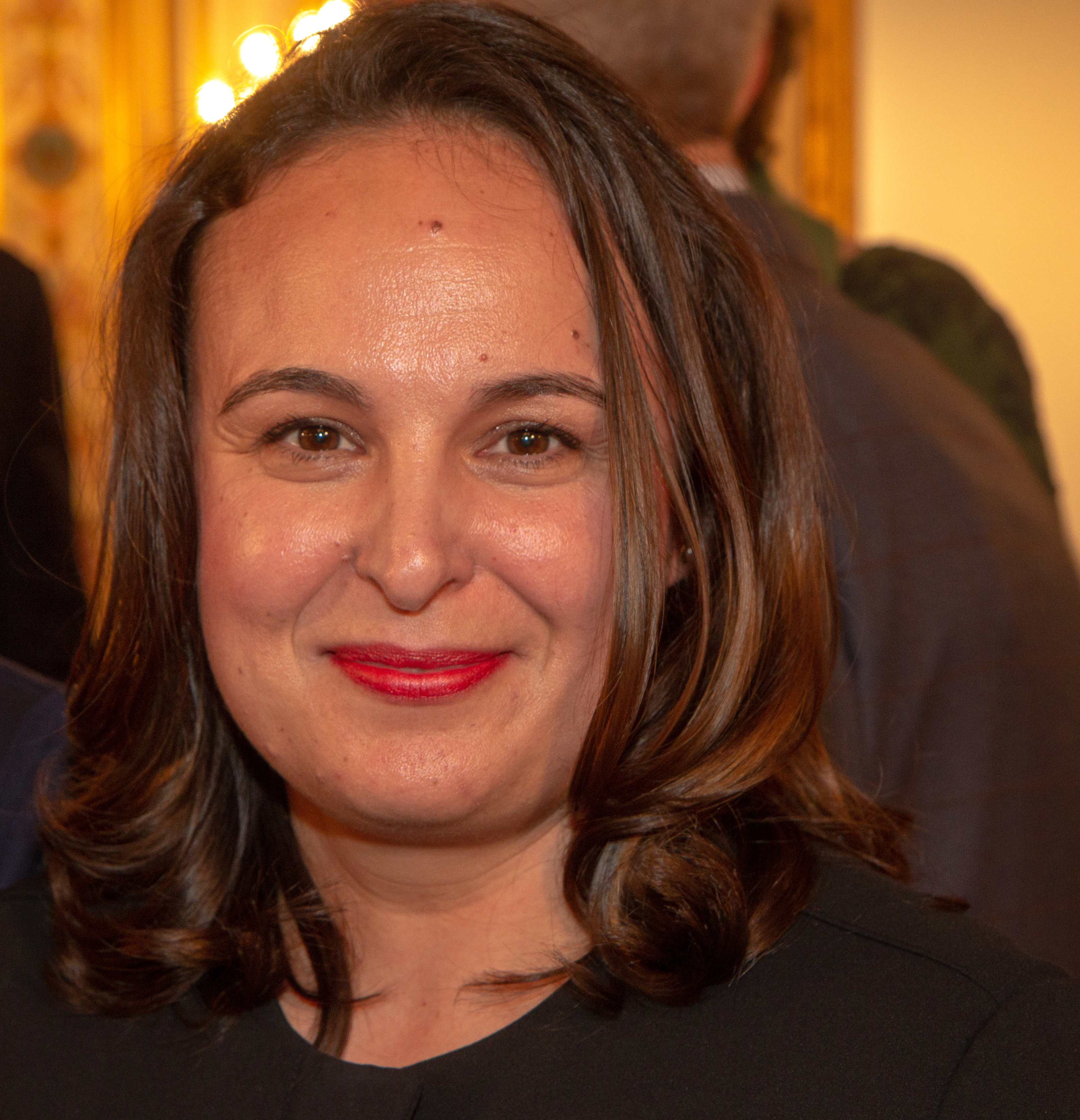
Ayse Asar, 2019

Ayse Asar (* 19. Dezember 1975 in Bad Schwalbach; eigentlich 'Ayşe') ist eine deutsche Rechtsanwältin und Bundestagsabgeordnete. Sie war für Bündnis 90/Die Grünen von 2019 bis 2024 Staatssekretärin im Hessischen Ministerium für Wissenschaft und Kunst. Bei der Wahl zum 21. Deutschen Bundestag im Februar 2025 erhielt sie ihr Bundestagsmandat über die Landesliste von Bündnis 90/Die Grünen Hessen.

## Leben
Ayse Asar wurde als Kind türkischer Eltern in Bad Schwalbach, Hessen geboren. Darauf zog ihre Familie nach Idstein, wo sie zur Schule ging. 1994 begann Asar ihr Studium im Fach Rechtswissenschaft an der Justus-Liebig-Universität Gießen. Im Herbst 1996 setzte sie dieses an der Universität zu Köln fort und erhielt 1999 ihr erstes juristisches Staatsexamen. Die zweite juristische Staatsprüfung bestand sie 2002 nach ihrem Rechtsreferendariat am Oberlandesgericht Düsseldorf u. a. mit einer Auslandsstation in Ankara, 2003 erlangte sie an der London Metropolitan University (vormals London Guildhall University) den Abschluss Master of Laws. Zwischen 2004 und 2015 war sie in verschiedenen Funktionen an der Goethe-Universität tätig, zuletzt als Vizekanzlerin, Leiterin des Justitiariats und zugleich kommissarische Leiterin des Personalbereichs. Sie war eigentlich als Kanzlerin der Universität Halle vorgesehen, lehnte aber den Ruf aufgrund ihrer familiären Bindung im Rhein-Main-Gebiet ab. Im Oktober 2015 wurde sie Kanzlerin der Hochschule RheinMain.

## Politik
Am 18. Januar 2019 wurde Asar zur Staatssekretärin der Ministerin Angela Dorn im Hessischen Ministerium für Wissenschaft und Kunst ernannt. Im Zuge der Bildung des Kabinetts Rhein II schied sie am 18. Januar 2024 aus dem Amt der Staatssekretärin aus. Asar war u. a. Aufsichtsratsvorsitzende der Kerckhoff-Klinik GmbH, Aufsichtsratsvorsitzende der Welterbe Grube Messel GmbH, Vorsitzende des Kulturausschusses des Kulturfonds RheinMain GmbH, Stellvertretende Vorstandsvorsitzende der Hessischen Kulturstiftung, Aufsichtsratsvorsitzende der Jungen Musik Hessen gGmbH, Mitglied im Aufsichtsrat der House of Logistics & Mobility GmbH, Aufsichtsratsvorsitzende der Betriebsgesellschaft Schloss Erbach gGmbH und Senatsmitglied in der Fraunhofer-Gesellschaft. Sie ist Kuratoriumsmitglied im Zentrum für Wissenschaftsmanagement e.V. Sie ist Mitglied des Kreisvorstandes von Bündnis 90/Die Grünen in Limburg-Weilburg. Am 27. Januar 2024 wurde sie in den Landesvorstand von Bündnis 90/Die Grünen Hessen gewählt. Sie nimmt das Amt der Vielfaltspolitischen Sprecherin im Landesvorstand wahr. Am 30. Oktober 2024 wurde sie von den Kreisverbänden Limburg-Weilburg und Rheingau-Taunus-Kreis in einer gemeinsamen Wahlversammlung als Direktkandidatin für die Bundestagswahl 2025 im Wahlkreis 177 gewählt.

## Privatleben
Ayse Asars Eltern stammen aus Nevşehir in der Türkei und haben als Gastarbeiter bei Black & Decker in Idstein gearbeitet. Sie lebt mit ihrem Mann und zwei Kindern im Rhein-Main-Gebiet.